# Conțești (Teleorman)
Conțești is een Roemeense gemeente in het district Teleorman.
Conțești telt 3650 inwoners.